# Jeruzalem (gouvernement)
Het gouvernement Jeruzalem (Arabisch: محافظة القدس, Al Quds; Engels: Jerusalem) is een van de zestien administratieve gouvernementen waarin de Palestijnse Autoriteit is opgedeeld. Inclusief de 225.416 inwoners van Oost-Jeruzalem (voor statistische doeleinden Jerusalem J1 genoemd) had het gouvernement in 2007 363.649 inwoners.

## Grootste kernen
- Oost-Jeruzalem (14 localities onder Israëlisch bestuur[2])
- ar-Ram (20.359 inw.)
- al-Eizariya (17.606 inw.)
- Anata (12.049 inw.)
- Abu Dis (10.782 inw.)
- Qalandiya Camp (8831 inw.)
- Biddu (6798 inw.)
- Qatanna (6458 inw.)
- Hizma (6271 inw.)
- As Sawahira ash Sharqiya (5800 inw.)

Westelijke Jordaanoever:
Bethlehem · Hebron · Jenin · Jeruzalem · Jericho · Nablus · Tubas · Tulkarm · Qalqilya · Ramallah & Al-Bireh · Salfit

Gazastrook:
Deir el-Balah · Gaza · Khan Yunis · Noord-Gaza · Rafah